# Liptena bassae
Liptena bassae är en fjärilsart som beskrevs av Bethune-Baker 1926. Liptena bassae ingår i släktet Liptena och familjen juvelvingar. Inga underarter finns listade i Catalogue of Life.